# Saeid Ezatolahi
Saeid Ezatolahi Afagh (Perzisch:سعید عزت اللهی) (Bandar Anzali, 1 oktober 1996) is een Iraans voetballer. In februari 2024 tekende hij een contract bij Shabab Al-Ahli, dat hem transfervrij overnam van Vejle BK. Ezatolahi debuteerde in 2015 in het Iraans voetbalelftal en nam met zijn land deel aan het WK 2018 en het WK 2022.

## Clubcarrière
Ezatolahi begon in 2008 met voetballen in de jeugd van de Iraanse club Shahrdari Bandar Anzali. In 2010 nam Malavan hem over. Hij maakte op 26 oktober 2012 zijn debuut. Ezatolahi kwam in de blessuretijd binnen de lijnen. Hij was met zijn 16 jaar en 25 dagen de jongste debutant ooit in de Iran Pro League. In augustus 2014 tekende hij een contract tot medio 2015 bij Atlético Madrid, met een optie voor 4 extra seizoenen. Hij begon zijn eerste seizoen in de Juvenil A (onder 19) en kwam tot een handvol wedstrijden voor Atlético Madrid C.
In augustus 2015 tekende Ezatolahi een contract tot medio 2019 bij FK Rostov. Hij was lange tijd niet speelgerechtigd voor de Russische club. Op 12 mei 2016 vond zijn debuut plaats. Hij kwam 8 minuten voor tijd binnen de lijnen in de met 1−3 gewonnen wedstrijd tegen Dinamo Moskou. In februari 2017 werd hij verhuurd aan Anzji Machatsjkala en eind augustus aan Amkar Perm. In het seizoen 2018/19 speelt hij op huurbasis voor Reading FC in de Football League Championship. Hij speelde een paar goede wedstrijden, maar liep begin oktober bij het Iraans voetbalelftal een liesblessure op, wat voor hem het einde van het seizoen betekende. Hij maakte in april 2019 zijn rentree tijdens een wedstrijd van de onder 23 en zat de laatste twee competitiewedstrijden op de bank bij het eerste elftal, alvorens hij terugkeerde naar Rusland. Eind augustus 2019 werd hij voor de rest van het seizoen verhuurd aan het Belgische KAS Eupen, dat ook een optie tot koop verwierf.
In juni 2020 keerde hij terug naar Rostov, waar zijn aflopende contract niet verlengt werd. Hij tekende vervolgens een contract tot medio 2023 bij Vejle BK, dat het voorgaande seizoen was gepromoveerd naar de Superligaen. Twee jaar later degradeerde Ezatolahi met zijn ploeg uit de Superligaen, om een jaar later weer terug te keren naar het hoogste niveau na het kampioenschap in de 1. division. Medio 2024 verruilde Ezatolahi Vejle BK voor Shabab Al-Ahli uit de Verenigde Arabische Emiraten. Bij de club was hij een vaste waarde en won hij in 2025 zowel de landstitel als de beker.

## Statistieken
| Seizoen | Club                 | Competitie         | Competitie | Competitie | Beker | Beker | Internationaal | Internationaal | Totaal | Totaal |
| Seizoen | Club                 | Competitie         | Wed.       | Dlp.       | Wed.  | Dlp.  | Wed.           | Dlp.           | Wed.   | Dlp.   |
| ------- | -------------------- | ------------------ | ---------- | ---------- | ----- | ----- | -------------- | -------------- | ------ | ------ |
| 2012/13 | Malavan              | Iran Pro League    | 10         | 0          | 1     | 0     | —              | —              | 11     | 0      |
| 2013/14 | Malavan              | Iran Pro League    | 9          | 0          | 1     | 0     | —              | —              | 10     | 0      |
| 2014/15 | Atlético Madrid C    | Tercera División   | 5          | 0          | 0     | 0     | —              | —              | 5      | 0      |
| 2015/16 | FK Rostov            | Premjer-Liga       | 1          | 0          | 0     | 0     | —              | —              | 1      | 0      |
| 2016/17 | FK Rostov            | Premjer-Liga       | 10         | 1          | 1     | 0     | 6              | 1              | 17     | 2      |
| 2016/17 | → Anzji Machatsjkala | Premjer-Liga       | 10         | 0          | 1     | 0     | —              | —              | 11     | 0      |
| 2017/18 | → Amkar Perm         | Premjer-Liga       | 15         | 1          | 1     | 0     | —              | —              | 16     | 1      |
| 2018/19 | → Reading FC         | Championship       | 4          | 0          | 0     | 0     | —              | —              | 4      | 0      |
| 2019/20 | → KAS Eupen          | Jupiler Pro League | 4          | 0          | 2     | 0     | —              | —              | 6      | 0      |
| 2020/21 | Vejle BK             | Superligaen        | 29         | 4          | 3     | 0     | —              | —              | 32     | 4      |

Bijgewerkt tot 1 juni 2021

## Interlandcarrière

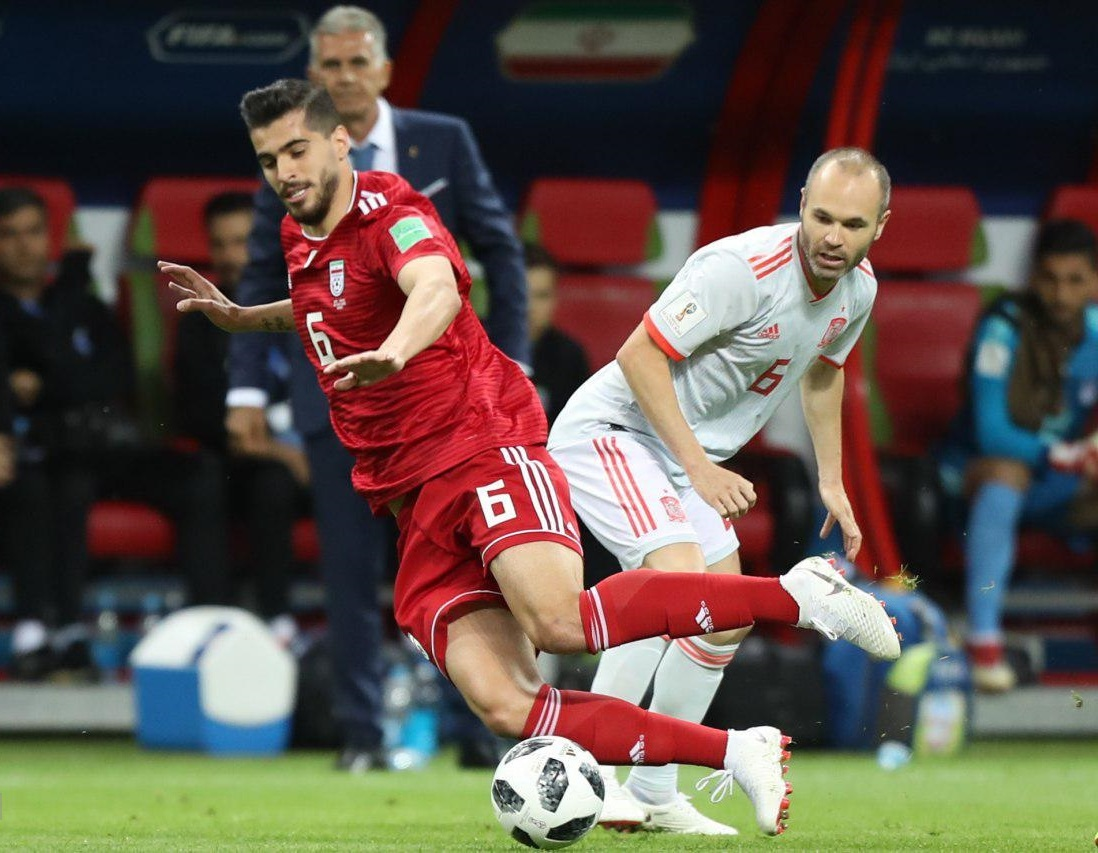
Ezatolahi in actie tegen Spanje op het WK 2018.

Ezatolahi maakte op 11 juni 2015 zijn debuut in het Iraans voetbalelftal in een wedstrijd tegen Oezbekistan. Hij begon in de basis en werd na 65 minuten gewisseld. Hij scoorde zijn eerste doelpunt op 12 november 2015. Op die dag won Iran een WK-kwalificatiewedstrijd met 3-1 van Turkmenistan. Ezatolahi werd met een leeftijd van 19 jaar en 42 dagen de jongste doelpuntenmaker ooit voor het Iraanse nationale team.
In juni 2018 werd Ezatolahi opgenomen in de selectie van Iran voor het WK 2018 in Rusland. Hij miste de eerste groepswedstrijd van Iran tegen Marokko vanwege een schorsing, maar speelde de twee resterende groepswedstrijden tegen Spanje en Portugal mee. Hij werd uitgesloten van de selectie van Iran voor het Aziatisch kampioenschap voetbal vanwege een blessure. In 2022 zat hij ook bij de selectie van Iran voor het WK in Qatar. 
1 Beiranvand ·
2 Torabi ·
3 Hajsafi ·
4 Cheshmi ·
5 Mohammadi ·
6 Ezatolahi ·
7 Shojaei  ·
8 Pouraliganji ·
9 Ebrahimi ·
10 Ansarifard ·
11 Amiri ·
12 Mazaheri ·
13 Khanzadeh ·
14 Ghoddos ·
15 Montazeri ·
16 Ghoochannejhad ·
17 Taremi ·
18 Jahanbakhsh ·
19 Hosseini ·
20 Azmoun ·
21 Dejagah ·
22 Abedzadeh ·
23 Rezaeian ·
Coach: Queiroz
1 Beiranvand ·
2 Moharrami ·
3 Hajsafi  ·
4 Khalilzadeh ·
5 Mohammadi ·
6 Ezatolahi ·
7 Jahanbakhsh ·
8 Pouraliganji ·
9 Taremi ·
10 Ansarifard ·
11 Amiri ·
12 Niazmand ·
13 Kanaanizadegan ·
14 Ghoddos ·
15 Cheshmi ·
16 Torabi ·
17 Gholizadeh ·
18 Karimi ·
19 Hosseini ·
20 Azmoun ·
21 Nourollahi ·
22 Abedzadeh ·
23 Rezaeian ·
24 Hosseini ·
25 Jalali ·
Coach: Queiroz